# Hedwigiaceae
Famille
La famille des Hedwigiaceae comprend des mousses de l'ordre des Hedwigiales et de la sous-classe des Bryidae. Cette famille doit son nom à Johannes Hedwig.

## Systématique
Cette famille englobe quatre genres, que l'on trouve surtout dans les régions chaudes, mais trois se rencontrent aussi en Europe:
- Hedwigia, 4 espèces, dont
  - Hedwigia ciliata
- Braunia, 22 espèces en Afrique, zone néotropicale, Asie et Europe
  - Braunia alopecura
- Hedwigidium, une seule espèce en Europe méditerranéenne et dans la zone tempérée de l'hémisphère sud
  - Hedwigidium integrifolium
- Pseudobraunia, une seule espèce à l'ouest de l'Amérique du Nord
  - Pseudobraunia californica